# Thomas Sorber
Thomas Francis Sorber (Trenton, Nueva Jersey, 25 de diciembre de 2005) es un baloncestista estadounidense, de ascendencia liberiana, que pertenece a la plantilla de los New Orleans Pelicans de la NBA. Con 2,08 metros de estatura, juega en la posición de ala-pívot. 

## Trayectoria deportiva

### Universidad
Jugó una temporada con los Hoyas de la Universidad de Georgetown, en la que promedió 14,5 puntos, 8,5 rebotes, 2,4 asistencias, 1,5 robos de balón y 2,0 tapones por partido. Al término de la temporada fue incluido en el tercer mejor quinteto de la Big East Conference y en el mejor quinteto freshman.
El 27 de marzo de 2025 se declaró elegible para el draft de la NBA de 2025, manteniendo su elegibilidad universitaria. Más tarde decidió permanecer en el draft.

#### Estadísticas
| Año     | Equipo     | PJ | PT | MPP  | %TC  | %3P  | %TL  | RPP | APP | ROB | TPP | PPP  |
| ------- | ---------- | -- | -- | ---- | ---- | ---- | ---- | --- | --- | --- | --- | ---- |
| 2024–25 | Georgetown | 24 | 23 | 31.3 | .532 | .162 | .724 | 8.5 | 2.4 | 1.5 | 2.0 | 14.5 |

### Profesional
Fue elegido en la decimoquinta posición del Draft de la NBA de 2025 por los Oklahoma City Thunder.

## Vida personal
Los padres de Sorber huyeron de Liberia en la década de 1990 durante la guerra civil del país, y desde entonces han soportado dificultades para garantizar la mejor vida para sus tres hijos. Thomas no es el primero en jugar al baloncesto, ya que su hermano, Peter Jr., también se inició en este deporte y se comprometió con la Universidad Estatal Morgan. Su hermana mayor, Regina, jugó en Alabama A&M.